# Glenn Fung Loy
Glenn Fung Loy, ook geschreven als Loi (Paramaribo, 2 augustus 1945), is een Surinaams kunstenaar.

## Biografie
Glenn Fung Loy schreef zich in 1972 meteen in toen dat jaar de MO-A-opleiding voor het vak tekenen werd opgericht. Hier studeerde hij in 1977 af. Hij leerde daarnaast veel van Jules Chin A Foeng en was betrokken bij de opleidingen van Surinaamse Academie voor Beeldende Kunsten (SABK) en het Nationaal Instituut voor Kunst en Kultuur (NIKK).
Chin A Foeng was als leraar aan beide verbonden, de laatste had vooral nationalistische idealen. Naast kunstenaar was hij zelf vanaf 1985 docent aan de Academie voor Hoger Kunst- en Cultuuronderwijs] (AHKCO). Hij is anno 2024 voorzitter van de Federation of Visual Artists in Suriname (FVAS).
In de jaren 1980 zette hij de trend van foto-realistische kunst van Chin A Foeng nog een tijd voort. Zijn politieke engagement wijzigde na verloop van jaren naar de uitbeelding van dingen die warmte geven. "Het vuur is niet gedoofd, maar ik wil er geen mensen meer mee branden ... Als je ouder wordt, word je filosofischer," aldus Fung in 2020. Het is voor hem altijd belangrijk geweest om in Suriname te blijven wonen.
Hij ontwierp ook kunst voor de openbare ruimte. Zoals de gedenkzuil van Trefossa die in 2005 werd onthuld aan de Dr. Sophie Redmondstraat en het monument van de verdwenen graven uit 2015 op Sarwa Oeday aan de Jagernath Lachmonstraat. In 2014 was hij een van de kunstenaars die werk leverde aan de Giant Painting, een doek van vijftien meter dat in de vertrekhal van J.A. Pengel International Airport hangt.